# Star Trader
Star Trader és un videojoc de 1974 i un dels primers exemples del gènere comercial espacial. El joc consisteix en un sol jugador que es mou d'estrella a estrella en un mapa de la galàxia, comprant i venent quantitats de sis tipus de mercaderies per guanyar diners. El joc va ser desenvolupat per Dave Kaufman per a ordinadors el 1973, i el seu codi font en BASIC va ser imprès a l'exemplar de gener de 1974 de la People's Computer Company Newsletter. Va ser reimprès en el llibre de 1977 What to Do After You Hit Return. El joc va ser la inspiració de la sèrie de jocs multijugador Trade Wars, a partir de 1984, i és a través d'aquesta sèrie l'antecedent de gran part del gènere comercial espacial.